# Cobitis biwae
Cobitis biwae är en fisk i familjen nissögefiskar som är en populär akvariefisk.
Som alla grönlingar är Cobitis biwae en avlång bottenfisk med nedåtriktad mun som omges av flera skäggtömmar. Den kan bli upptill 9 cm lång. Arten finns på öarna Honshu, Shikoku och Kyushu i Japan, där den odlas kommersiellt som akvariefisk.